# Exbucklandia
Exbucklandia é um género botânico pertencente à família Hamamelidaceae.